# Thomas Durand
Pour les articles homonymes, voir Thomas Durand (homonymie) et Durand.
Thomas Durand est un acteur de cinéma et de théâtre formé à la classe libre du cours Florent puis au Conservatoire national supérieur d'art dramatique dans les classes de Andrzej Seweryn, Muriel Mayette, Joël Jouanneau. Il est également auteur dramatique.

## Théâtre
- 2004 : Les Enfants d'Edward Bond, mise en scène Jean-Pierre Garnier, Théâtre du Marais
- 2005 : Le Balcon de Jean Genet, mise en scène Jean-Michel Rabeux, CNSAD
- 2005 : La Cerisaie d'Anton Tchekhov, mise en scène Yann-Joël Collin, CNSAD
- 2005 : Les félins m'aiment bien d’Olivia Rosenthal, mise en scène Alain Ollivier, Théâtre Gérard Philipe
- 2005 : Roméo et Juliette de William Shakespeare, rôle Mercutio, mise en scène Benoît Lavigne, Théâtre 13
- 2006 : Don, mécènes et adorateurs d’Alexandre Ostrovski, mise en scène Bernard Sobel, Théâtre de Gennevilliers
- 2007 : Le Songe d’une nuit d’été de William Shakespeare, mise en scène Jean-Michel Rabeux, MC93 Bobigny
- 2009 : Sweet Home d'Arnaud Cathrine, mise en scène Jean-Pierre Garnier, Théâtre de la Tempête
- 2009, 2010 : Casimir et Caroline d'Ödön von Horváth, rôle Casimir, mise en scène Emmanuel Demarcy-Mota, Théâtre de la Ville, tournée
- 2011 : Une femme à Berlin, mise en scène Tatiana Vialle, Théâtre des Mathurins
- 2011 : Le baladin du monde occidental de John M. Synge, rôle le Baladin, mise en scène Élisabeth Chailloux, théâtre des Quartiers d'Ivry Antoine Vitez
- 2012 : Victor ou les Enfants au pouvoir de Roger Vitrac, rôle Victor, mise en scène Emmanuel Demarcy-Mota, Théâtre de la Ville
- 2013 : Phèdre de Sénèque (rôle d'Hippolyte), mise en scène Élisabeth Chailloux, Théâtre des Quartiers d'Ivry Antoine Vitez
- 2014 : Je suis le vent" de Jon Fosse, rôle l'Un, mise en scène Alexandre Zeff, théâtre de Vanves
- 2014 : No man's land de Harold Pinter, mise en scène Melissa Broutin
- 2015 : La nuit et le moment de Crébillon fils, (rôle Clitandre), mise en scène Melissa Broutin, théâtre du Lucernaire
- 2015 : Les Bêtes de Charif Ghattas, mise en scène Alain Timar.
- 2015 : Big Shoot de Kofi Kwahulé, mise en scène Alexandre Zeff.
- 2021 : Le Roi Lear de William Shakespeare, mise en scène Georges Lavaudant, Théâtre de la Porte Saint-Martin

## Filmographie

### Cinéma
- 2001 : Jeunesse dorée de Zaïda Ghorab-Volta
- 2003 : Bien entendu court métrage de Zabou Breitman prix : Jeunes Talents Cannes Adami 2003
- 2004 : Tristesse beau visage court métrage de Jean-Paul Civeyrac
- 2007 : Mange ta barbe à papa court métrage de Maria Larrea
- 2007 : Ne touchez pas la hache de Jacques Rivette
- 2008 : La Maison Nucingen de Raoul Ruiz
- 2011 : Violeta de Andrés Wood Prix International du Jury de Sundance 2012.
- 2014 : Aigues-Mortes, le film, film historique de Benjamin Fontana
- 2017 : L'École buissonnière de Nicolas Vanier

### Télévision
- 2008 : Paris, enquêtes criminelles : Visions de Gérard Marx
- 2009 : L'École du pouvoir de Raoul Peck
- 2015 : Alice Nevers d'Eric Le Roux
- 2016 : Kaboul Kitchen saison 3, de Virginie Sauveur et Guillaume Nicloux : Lazar.
- 2019 : La Stagiaire : Jérôme Santelli (saison 4, épisode 3)
- 2020 : Candice Renoir : Brigadier Olivier Monge
- 2025 : Factice de Julie Rohart